# George A. Kasem

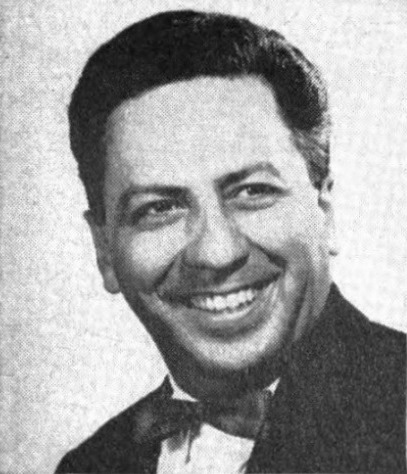
George A. Kasem (1959)

George Albert Kasem (* 6. April 1919 in Drumright, Creek County, Oklahoma; † 11. Februar 2002 in West Covina, Kalifornien) war ein US-amerikanischer Politiker. Zwischen 1959 und 1961 vertrat er den Bundesstaat Kalifornien im US-Repräsentantenhaus.

## Werdegang
George Kasem besuchte bis 1938 die John H. Francis Polytechnic High School in Los Angeles.  Während des Zweiten Weltkrieges diente er zwischen 1941 und 1945 im Fliegerkorps der US Army. Nach dem Krieg setzte Kasem seine Ausbildung bis 1949 mit einem Studium an der University of Southern California fort. Nach einem anschließenden Jurastudium an derselben Universität und seiner 1951 erfolgten Zulassung als Rechtsanwalt begann er in diesem Beruf zu arbeiten. Gleichzeitig schlug er als Mitglied der Demokratischen Partei eine politische Laufbahn ein.
Bei den Kongresswahlen des Jahres 1958 wurde Kasem im 25. Wahlbezirk von Kalifornien in das US-Repräsentantenhaus in Washington, D.C. gewählt, wo er am 3. Januar 1959 die Nachfolge von Patrick J. Hillings antrat. Da er im Jahr 1960 nicht bestätigt wurde, konnte er bis zum 3. Januar 1961 nur eine Legislaturperiode im Kongress absolvieren. Nach dem Ende seiner Zeit im US-Repräsentantenhaus arbeitete George Kasem zwischen 1978 und 1984 als Commissioner für das städtische Gericht in West Covina. Dort ist er am 11. Februar 2002 auch verstorben.